# Пламя войны
«Пламя войны: борьба только начинается» (англ. Flames of War: fighting has just begun; араб. لهيب الحرب‎) — документальный фильм Исламского государства (ИГ) на английском языке с пропагандистской направленностью. Трейлер вышел в сентябре 2014 года, снят студией медиацентра «Al-Hayat», продолжительность 55 минут, субтитры на арабском языке. Перед выходом фильма ИГ выпустило рекламный тизер.
Закадровый диктор в фильме говорит на безупречном английском языке с североамериканским акцентом. Фильм начинается со сцены, где в 2003 году американский президент Джордж Буш на авианосце под лозунгом «Миссия выполнена» рассказывает о победе США и союзников в иракской войне. Сцена прерывается и диктор произносит: «Они лгут. Пламя войны только разгорается», эта фраза несколько раз повторяется в течение фильма. В фильме содержатся сцены боевых действий с перестрелками и взрывами; кадры вступления бойцов ИГ в города и деревни, где их приветствуют жители; критика в адрес религиозных деятелей, негативно отзывающихся об ИГ; рассказы о победах над курдскими ополченцами, иракскими и сирийскими правительственными войсками. На протяжении фильма в нём звучат нашиды ИГ.
В финале представлена знаковая сцена, где пленные солдаты сирийской армии из 17-й дивизии в Эр-Ракке роют себе могилы. База 17-й дивизии была захвачена ИГ летом 2014 года в ходе битвы за Эр-Ракку. Один из пленных, обращаясь в камеру, говорит, что «Башар Асад предал их», «офицеры бежали», он советует солдатам спасаться и бежать из армии, а родителям забирать своих сыновей из армии Асада, поскольку «Аллах благословил Исламское государство» и «всего несколько десятков бойцов ИГ смогли захватить базу с 800 правительственными солдатами». В следующих кадрах пленники падают от выстрелов в вырытые могилы. Один из стрелявших бойцов ИГ поворачивается к камере и снова произносит: «Пламя войны только разгорается». Фильм завершается словами лидера ИГ Абу Бакра аль-Багдади, который говорит, что «сыны ислама» готовы вступить в бой с американскими войсками.